# Educación especial

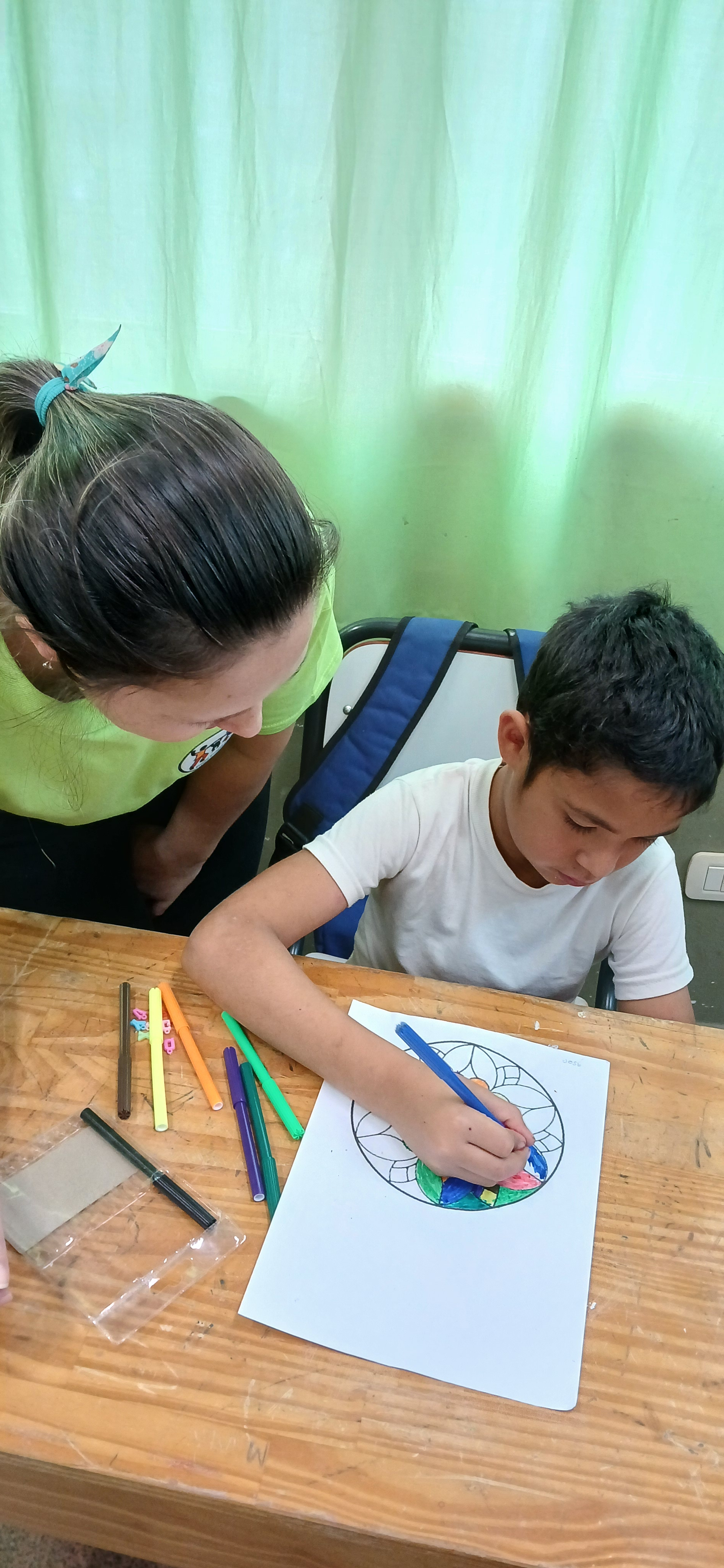
Docente y alumna de la Escuela Especial 36 de Capioví, Provincia de Misiones. Argentina, durante una clase personalizada.

La educación especial o educación diferencial es el conjunto de conocimientos científicos e intervenciones educativas, psicológicas, pedagógicas, sociales y médicas, tendentes a optimizar los potenciales de personas con discapacidad.
En la actualidad se considera a la Educación Especial como una disciplina científica enmarcada en el espacio educativo, dentro del campo de las Ciencias de la Educación, cuyo objeto de estudio serían las personas con discapacidad. En donde el conocimiento que construye se realiza de forma colaborativa desde una perspectiva multidimensional, de carácter transversal. Esto quiere decir que se nutre de otras disciplinas dentro de este campo educativo: como ser la didáctica, la sociología educativa, la psicología educativa, etc. Pero esto no implica que la Educación Especial se reduzca a los aportes y saberes elaborados de estas disciplinas ni que exista una jerarquía de disciplinas. Esta perspectiva interdisciplinaria alude a la complementación, a la acción conjunta y cooperativa de diferentes disciplinas, para poder contribuir a la construcción de la escuela de la diversidad
En los últimos años del siglo XX se ha propuesto en España y en otros países la sustitución del término educación especial por el de necesidades educativas especiales, siguiendo las recomendaciones del informe Warnock, publicado en 1978 y difundido a lo largo de la década siguiente. Esta nueva definición supone hacer énfasis en la concepción de la Educación General Básica como un servicio que se presta a la ciudadanía para que alcance sus máximas potencialidades y por tanto en la obligación del sistema de proporcionar apoyos y medios técnicos y humanos para compensar los déficits del alumnado en el acceso a los aprendizajes básicos imprescindibles para afrontar la vida adulta. En diversos países los enfoques son distintos y se determina en función a la experiencia, recursos, entre otros. En el Perú, incluso existen guías para afrontar la educación especial con base en un sistema que pueda tener objetivos claros y resultados específicos [./1_https://www.minedu.gob.pe/educacionbasicaespecial/ 1]. Son diversas los enfoques y dependiendo de las condiciones del estudiante con discapacidad, existen guías que conducen una intervención domiciliaria, la planificación interdisciplinaria, intervención temprana, desarrollo psicomotor e incluso para la evaluación psicopedagógica y estrategias de intervención.

## Europa

### Evolución histórica
En la Antigüedad, el rechazo a los niños deficientes, tal y como los llamaban con anterioridad, estaba generalizado, llegando incluso al exterminio en Grecia. En esta época la visión que se tenía respecto a estos sujetos era de endemoniados, poseídos o embrujados, que había que hacer desaparecer. Hasta la Revolución Francesa no se planteó, si bien de forma segregada, su educabilidad. En el periodo de la Ilustración no había un tratamiento mínimamente educativo para las personas con discapacidad intelectual, y esta identidad quedó diluida junto a otros trastornos como la locura o la demencia. Las personas con discapacidad intelectual eran apartadas de la sociedad y se les atendía de manera meramente asistencial. Las personas con discapacidad eran consideradas "ineducables", no podían aprender, "endemoniadas", por lo que se justificaban métodos exorcistas, e igualadas a dementes o personas con discapacidad psicosocial. 
No obstante a lo anterior, la atención educativa a personas con discapacidad visual o auditiva se viene prestando en España desde el siglo XVI. 
En Francia en el siglo XVIII, se creó un instituto para niños ciegos Haüy, en la que se educó Louis Braille, quien posteriormente inventó el sistema Braille de Lectoescritura. 
Solo hasta el siglo XIX empezó a desarrollarse en Europa la educación especial, sobre todo en el caso de las personas con deficiencia sensorial, en los que existían los antes citados. A lo largo de este siglo autores como Philippe Pinel (1745-1826), Jean Étienne Dominique Esquirol (1772-1840), Jean Itard (1774-1836) y Eduardo Séguin (1812-1880) desarrollaron métodos aplicados a las discapacidades que serán luego perfeccionados en el siglo XX por Ovide Decroly y María Montessori.
La concepción contemporánea de la educación especial surgió en el siglo XX y ha venido a sustituir a otros aún vigentes en ciertos países de Hispanoamérica, como defectología, que tiene evidentes connotaciones negativas.

### Desde 1960 hasta hoy
Nirje, en Suecia y Bank-Mikkelsen, en Dinamarca fueron los primeros que enunciaron el principio de normalización y, como aplicación del mismo, propugnan la integración de las personas con discapacidad en el centro ordinario, para atenderlo según sus necesidades.
En 1975 la ONU formuló la Normas Uniformes sobre la igualdad de oportunidades para las personas con discapacidad, en la que se cita como derecho fundamental la dignidad de la persona, de lo que se derivarán el resto de los derechos.
En 1978 la Secretaría de Educación del Reino Unido publicó el Informe Warnock. En él se populariza el término «necesidades educativas especiales» (NEE), que tendría primacía en lugar de «educación especial» (EE). Asimismo, este informe distingue 3 tipos de integración:
- Integración social: se trata de compartir actividades extracurriculares o espacios como el patio. No existe currículum común.
- Integración física: se da en los centros ordinarios con aulas de educación especial, o cuando alumnos sin discapacidad y alumnos con discapacidad comparten algunos servicios del centro. No existe currículum común.
- Integración funcional: consiste en compartir total o parcialmente el currículum.

Si bien este informe propone un modelo de integración verdaderamente simple, puede considerarse la base de la concepción contemporánea de la EE, puesto que por vez primera se enfocan los problemas del alumno no solo partiendo de sus limitaciones, sino centrándose en la provisión de los recursos y servicios de apoyo necesarios que los compensen para el logro de unas capacidades mínimas iguales para todos los alumnos.
Poco después de la publicación del Informe Warnock se celebró en Dinamarca la conferencia Una escuela para todos, en la que se hace hincapié en la individualización de los servicios educativos como base para el éxito de la integración. Si hasta entonces la integración se entendía como la adaptación de colectivos más o menos homogéneos a la escuela ordinaria, ahora las personas con discapacidad –como las que no la presentan– no son iguales entre sí, sino que tienen necesidades muy distintas, que deberán ser evaluadas y compensadas por el centro educativo, haciendo uso de recursos e instrumentos varios. El alumno puede presentar así un continuo de situaciones que generará múltiples tipos de respuesta y diferentes modalidades de escolarización. Se genera así el concepto de escuela inclusiva, que acepta a todos los alumnos como básicamente diferentes, sean cuales sean sus circunstancias personales y sociales.
Por último, la Constitución Europea sienta las bases, en sus artículos II-81.1 y II.86, de la actuación de los poderes públicos en la promoción de la no discriminación y de la acción positiva como bases para asegurar la integración social de los individuos.
Todos los países europeos están adaptando la educación especial de acuerdo con los principios de normalización, integración e inclusión, y con la concepción de la educación como un servicio prestado a la ciudadanía. Sin embargo, existen pequeñas diferencias de matiz que dan lugar a las siguientes tendencias:
- Sistemas integrados: procuran la integración en la escuela ordinaria de las personas con discapacidad. Es el modelo de España, Italia, Reino Unido, Suecia y Dinamarca.
- Sistemas separados: pretenden el desarrollo del campo de la EE, como un subsistema lo más específico posible, adaptado al máximo a las características de los distintos tipos de déficit. Es el sistema de Alemania, Bélgica, Holanda o Luxemburgo.
- Sistemas mixtos: se pretende la integración en el marco de la escuela ordinaria y de la especial a tiempo parcial. Es el modelo de Francia, Portugal e Irlanda.

A pesar de estos matices, pueden observarse pautas comunes de actuación:
- Aplicación del principio de normalización.
- La integración es el objetivo final de todos los sistemas educativos europeos.
- No se excluye de la educación a ningún individuo.
- Integración o incorporación de la educación especial en la educación primaria o básica.
- Existencia de equipos multidisciplinares y medios técnicos de apoyo a la integración.[4]

### España

#### Antecedentes históricos
Tras los antecedentes de los educadores de sordos a partir del siglo XVI (Fray Pedro Ponce de León, Lorenzo Hervás y Panduro y Juan Pablo Bonet) en la educación de deficientes sensoriales, es preciso remontarse hasta 1857 con la promulgación de la Ley de Instrucción Pública, en la que se dispone la creación de una escuela para ciegos y sordos en cada distrito universitario.
En 1910 se crea el Patronato Nacional de Ciegos y Sordomudos y Anormales, y se establecen luego institutos derivados de él.
En 1933 se refunda el Asilo de Inválidos del Trabajo como centro de educación especial con el nombre de Instituto Nacional de Reeducación de Inválidos, actualmente conocido como CPEE María Soriano. Asimismo, en 1941 la ONCE se hace cargo de la gestión del Instituto de Nacional de Ciegos, que de facto ya realizaba desde 1928.
Como rasgos de todos estos centros cabe destacar:
- Especialización en una sola discapacidad
- Ámbito estatal
- Concentración de servicios pedagógicos, sociales y sanitarios
- Suelen tener una sección dedicada a la formación de profesionales.

Solo hasta los años 60 se vivirá una auténtica "explosión" en la proliferación de centros de educación especial, en su mayoría abiertos por iniciativas de padres y fruto en algunos casos de una escasa planificación.

#### De 1970 hasta la actualidad
La adopción legal del término educación especial, se produce a partir de la Ley General de Educación de 1970. En esta ley la educación especial se entiende como una modalidad específica, es decir, como un sistema educativo paralelo al de la educación ordinaria, regido por sus propias normas y por un currículo específico distinto al general. En la práctica solo tenían acceso a este sistema aquellas personas menos afectados que no podían seguir el ritmo de la educación ordinaria, puesto que la escolarización no era obligatoria. La Ley General de Educación preveía asimismo la creación de aulas de educación especial en centros ordinarios para personas con deficiencias leves como medida más avanzada.
En 1975 se crea el Instituto Nacional de Educación Especial, organismo autónomo dependiente del Ministerio de Educación, y tres años más tarde se elabora el primer plan estatal sobre la materia´.
En 1978, la Constitución Española establece en su artículo 49 que:

Los poderes públicos realizarán una política de previsión, tratamiento, rehabilitación e integración de los disminuidos físicos, sensoriales y psíquicos, a los que prestarán la atención especializada que requieran y los ampararán especialmente para el disfrute de los derechos que este Título otorga a todos los ciudadanos.

Otro referente legislativo de importancia, es la Ley 13/1982 de Integración Social del Minusválido (LISMI), en la que se establecen los principios básicos de atención a las personas con discapacidad en todos los ámbitos, entre ellos el educativo: normalización, sectorización e integración.
Posteriormente el Real Decreto 334/1985 de Ordenación de la Educación Especial marca otro hito al establecer que el currículum de Educación Especial ha de basarse en todo caso en el ordinario, si bien teniendo en cuenta las diferencias individuales. Este decreto marca el comienzo experimental del programa de integración en España y como consecuencia de él se crea en 1986 el Centro Nacional de Recursos para la Educación Especial, dependiente del Ministerio de Educación.
El programa de integración tuvo una duración de ocho años, tres de ellos con carácter experimental y cinco de expansión de la integración de alumnos con necesidades educativas especiales a centros ordinarios.
Según el Real Decreto 696/1995, 

se propondrá la escolarización en los centros de educación especial a los alumnos con necesidades educativas especiales asociadas a discapacidad psíquica, sensorial o motora, graves trastornos del desarrollo o múltiples deficiencias que requieran a lo largo de su escolarización adaptaciones curriculares significativas en prácticamente todas las áreas del currículo, o la provisión de medios personales y materiales poco comunes en los centros ordinarios y cuando se prevea, además, que en estos centros su adaptación e integración social sería reducida.

En este país los docentes tutores de los alumnos escolarizados en educación especial son denominados maestros en Pedagogía Terapéutica, que intervienen tanto en centros específicos de educación especial como en centros ordinarios siendo profesores de apoyo a la integración o tutores del aula específica de educación especial. Asimismo y tanto en centros ordinarios, como sobre todo en los específicos también intervienen otros profesionales:
- Psicólogos/ Psicopedagogos: encargados del proceso de detección, orientación y seguimiento. Pueden trabajar tanto en equipos sectoriales como en centros de educación especial, junto con Educadores Sociales.
- El logopeda o maestro de audición y lenguaje: fomenta la comunicación intentándola mejorar tanto en el área del lenguaje como en el del habla y la voz. Intervienen en la rehabilitación de los principales trastornos relacionados con la comunicación y el lenguaje derivados de discapacidad, tanto física, psíquica o sensorial.
- El terapeuta ocupacional: se encarga de que el usuario lleve a cabo actividades de la vida cotidiana de forma normalizada, integrándolo en la sociedad, organizando el tiempo y las tareas de forma saludable y acorde a la persona (sus gustos, la edad, según el contexto): actividades básicas de la vida diaria, actividades instrumentales/productivas, ocio y tiempo libre, entre otros. También ayuda a que consiga una ocupación en el futuro.
- Fisioterapeutas
- Enfermero residente: uno o dos por centro, salvo en caso de internados.

En colegios específicos o de integración preferentemente de sordos o deficientes visuales existen además intérpretes de lengua de señas y asesores sobre dicha discapacidad. La diferencia entre unos y otros es que los segundos padecen la discapacidad y su función no solo es la de servir de intérprete, sino asesorar al colegio en aspectos específicos y servir de figura de referencia para los alumnos con dicha discapacidad.
El alumno permanece en el centro de educación especial desde segundo ciclo de educación infantil (3-6 años) hasta alcanzar los 21 años en que debe buscar plaza en centros residenciales (ocupacionales o centros para personas con discapacidad gravemente afectados).
El currículum impartido en los centros de educación especial debe estar basado en las capacidades generales de la educación primaria, si bien para los alumnos con discapacidades más graves suelen realizarse reestructuraciones de las áreas de primaria en tres ámbitos de conocimiento que coinciden tanto en sus objetivos como en la misma denominación (el término educación infantil). Así, se distinguen tres ámbitos:
- Identidad y autonomía personal
- Conocimiento del medio
- Comunicación y representación

También deben incluirse dentro de la educación especial los programas de hábitos de vida adulta orientación laboral conocidos como Programas de Formación para la Transición a la Vida Adulta y, en algunos centros, los Programas de Garantía Social (después conocidos como Programas de Cualificación Profesional Inicial y en la actualidad como Formación Profesional Básica) específicos, destinados a alumnos con necesidades educativas especiales que no hayan alcanzado los objetivo de la educación secundaria obligatoria ni posean titulación ninguna de formación profesional.
Los alumnos escolarizados en régimen de integración cursan el currículum normal según su edad cronológica con adaptaciones más o menos significativas, dependiendo de los déficits que presenten.
La educación especial se refiere a la instrucción que debe brindarse en forma particular a dicho tipo de personas.

## El concepto de normalidad y la inclusión en la educación especial
El concepto de educación especial no puede explicarse por medio del margen del desarrollo de la educación en general, ya que ésta ha pasado por un proceso de infinidad de contradicciones generadas por la misma sociedad (instituciones académicas, sociales y de poder).
El debate sobre la educación especial en los últimos años también ha adquirido una visión más profunda, pues, la discapacidad es una forma de opresión, de manera que es la sociedad la que discapacita a las personas al aislarlas y excluirlas de una participación plena como integrantes de la misma donde se ha visto la necesidad de conceptualizar elementos clave, como lo son el concepto de normalidad y el de inclusión. La normalidad es un concepto abstracto sujeto a percepciones subjetivas de quien trata de comprenderlo, lo que en algunos lugares puede llamarse normal, en otros es completamente lo contrario, por lo que se recomienda tener en cuenta las condiciones socioeconómicas de cada lugar para su definición, esto a su vez, hace pertinente introducir el concepto de diversidad en las aulas; en el análisis de la atención a los estudiantes con necesidades especiales se ha incorporado el tema de la diversidad, viendo esta como un factor que enriquece la condición humana y que está presente en cualquier espacio educativo del mundo.
Esta visión, nos lleva a reflexionar sobre la situación de separación en la que se desarrollan las vidas de quienes reciben educación especial, cómo llegan a esta situación, bajo qué situaciones y de qué manera se considere no como una resultante de la exclusión, sino como parte de la protección que necesitan quienes no pueden aprender en los centros de educación establecidos.
Una tarea apremiante para los profesionales que atienden la educación con necesidades específicas de apoyo educativo es la de atender las diferencias en el aula, y así propiciar el enriquecimiento posible a través de la diversidad; la inclusión de los estudiantes con necesidades especiales, tienen varias condiciones:
- Profesorado: Es necesario que éstos desarrollen actitudes positivas, evitando segregar a los alumnos con necesidades especiales, solo a “especialistas”, deben intentar que los alumnos se sientan miembros de una familia y también de una comunidad, aumentando de esta forma su autoestima; haciendo un esfuerzo por aumentar la autoconfianza de los alumnos a través de las interacciones positivas entre los miembros de clase (incluyendo el profesor),para cubrir esta necesidad es pertinente que los directivos y orientadores escuchen las concepciones y opiniones sobre la inclusión de niños con discapacidad, proporcionadas por los profesores, “no todos los pedagogos son partidarios de la filosofía de la inclusión y algunos de ellos muestran reticencia a este respecto”,[11] ya que el profesorado es el indicado para crear situaciones en las que los alumnos puedan colaborar, experimentar y aprender juntos, e incluir destrezas pedagógicas adecuadas y tiempo para la reflexión profesional y así, crear sus propias destrezas en el área.

- Centro escolar: estableciendo un criterio general para todo el centro, la integración necesita del ejemplo; cuando los miembros del centro escolar cooperan en las actividades se muestra una cultura coherente con lo que se quiere hacer en las aulas, se necesita del sentimiento de responsabilidad colectiva, el cual fomenta la efectividad en las soluciones y evita que el deseo personal de muchos profesores trabajando de manera aislada para dar una respuesta adecuada se quede solo en una intención. También debe ofrecer una estructura de apoyo flexible, trabajando especialistas y equipos generales de profesionales, para propiciar el intercambio de ideas positivas sobre los métodos pedagógicos utilizados y así modificar y organizar estrategias con respecto a las necesidades de los alumnos. Finalmente, el centro escolar debe desarrollar el liderazgo que esté comprometido con la diversidad y la atención especializada, a través de academias, de órganos de control interno que permitan el constante análisis de las situaciones en la institución y sus consecuentes soluciones.

- Condiciones externas: algunos autores se refieren a estas condiciones como el papel que fungen los responsables políticos, creando una política específica para la atención a las necesidades especiales en la escolarización; por otro lado, también puede agregarse en este apartado, al papel de la familia, su inclusión en la educación especial es importante, ya que son el contacto social primario en el cual se ejercitan y refuerzan los aprendizajes formales, no formales e informales.[12]
- Familia: Es el eje fundamental para el desarrollo psicoemocional de los alumnos, el cual va influir en el desempeño educativo, por lo que es de mucha importancia que exista comunicación fluida  entre padres y/o apoderados con los respectivos profesores y directores.

## Tipos de sujetos
1. Niños con condiciones físicas
```
  a) Enfermos crónicos (Niños con cáncer, con problemas de corazón...)
  b) Déficit sensoriales (Problemas en la estructura o funcionamiento de un órgano).
     1. 
Visuales
.
     2. 
Auditivos
.
  c) 
Problemas motrices
 (Algunos ejemplos son la parálisis cerebral; la invalidez tetrapléjica provocada entre otra por accidentes de
     tráfico; o la esclerosis lateral y múltiple).
```

2. Niños con condiciones psicológicas
```
  a) Déficit (Deficiencias) intelectuales (déficit cognitivo). La cognición hace referencia a varios aspectos: la percepción, la memoria,
     la atención o concentración, el razonamiento lógico o pensamiento divergente y el pensamiento convergente o creatividad, y lenguaje
     entendido como una manifestación del pensamiento.
  b) Sobredotados / 
Superdotados intelectuales
.
  c) Déficit parciales (problemas de comprensión y/o expresión lingüística [
disfasia
, 
dislalia
…], psicomotrices…). Se refiere a un niño que
     padece un déficit en un área (problemas de orientación espacial…).
  d) Trastornos / problemas de personalidad (agresividad, bullying, depresión…).
  e) “Neurosis”: Trastornos de la personalidad producidos por ansiedad.
  f) 
Trastorno del espectro Autista
: Trastorno que afecta principalmente la comunicación intrapersonal del niño/a. Posee 3 niveles: nivel 1 (anteriormente conocido como 
síndrome de Asperger
 o "leve"), nivel 2 ("moderado") y nivel 3 ("severo").
  g) Psicosis infantil: Trastorno crónico grave de la personalidad con distanciamiento de la realidad y pérdida de la identidad. Se diferencia
     de la de los adultos en que no se producen alucinaciones (percepciones sin objeto).
[
13
]
```

3. Niños con condiciones sociales. Son aquellos que tienen problemas de tipo social: maltrato, delincuencia, drogas…
```
  a) Niños de alto riesgo social.
  b) Niños de alto riesgo social o niños “pre-delincuentes”.
  c) Niños maltratados.
  d) Niños drogodependientes.
```

## Programas para niños con necesidades específicas de apoyo educativo

### Programa de desarrollo intelectual (P.D.I.)
Es un programa escrito apropiado para cada niño y desarrollado interdisciplinarmente en orden a valorar sus capacidades, establecer metas y objetivos, delimitar los servicios especiales necesarios, orientar la forma de escolarización más adecuada y procurar procedimientos de evaluación, seguimiento y control del mismo.

### Medidas específicas de carácter educativo
Es cualquier ajuste que se realiza en los diferentes elementos del currículum del alumno. La Reforma Educativa hace referencia a los tres niveles de adaptación curricular:
- Adaptación curricular de centro
- Adaptación curricular de aula (programas de aula)
- Adaptación curricular individual

Las adaptaciones pueden ser a su vez:

- Adaptaciones de acceso (AAC), modifica elementos de acceso a la comunicación, información y participación.
- Adaptaciones curriculares no significativas (ACNS), que hacen referencia a cambios de metodología, actividades y recursos.
- Adaptaciones significativas (ACS), que son modificaciones sustanciales del currículum en los objetivos y contenidos.[15]
- Adaptaciones curriculares individualizadas (ACI), dirigidas al alumnado con Necesidades Educativas Especiales, ajustándose a sus características individuales.[16]

### Programas para el alumnado con altas capacidades
Los primeros estudios importantes sobre los niños con inteligencia y habilidades excepcionales se deben a Lewis Terman, quien desarrolló el concepto de superdotación para referirse a aquellos sujetos que ocupaban el percentil 99 en la escala de Binet (Terman, 1925). El criterio inicial de definición fue pues puramente normativo (puntuación CI), manteniéndose en nuestros días, suponiendo la reducción de la multidimensionalidad de la inteligencia (Borland, 2005).
Con el tiempo, se comienza a hablar de aptitudes, y a partir de los años ochenta dos componentes empiezan a ser incluidos: la creatividad y la motivación entendida como compromiso con la tarea (Renzulli y otros).
Renzulli (1985) en la Teoría de los tres anillos, señalaba que lo que define a este tipo de personas es la posesión de tres conjuntos básicos de características relacionadas: Capacidad intelectual superior a la media (CI igual o superior a 130), gran capacidad de trabajo, y altos niveles de creatividad. Se insiste en señalar que ninguno de los rasgos por separado confirma la identificación de sobredotación, sino, que es la adecuada combinación de los tres lo que los define.
En la revisión de su propio modelo (1994), da más importancia a los factores ambientales, a la familia y a la escuela, estableciendo un CI superior a 116, o un percentil superior a 75 en capacidad, implicación en la tarea y creatividad.
Posteriormente, destacamos la teoría de Sternberg y la de Gardner:
La primera ha añadido dos componentes importantes:
- La consideración del proceso y no sólo del producto.

- La consideración del contexto en que se aplica.

La teoría de Gardner considera múltiples habilidades (inteligencias): lingüística, lógico-matemática, viso-espacial o artística, musical, naturalista o científica corporal, interpersonal e intrapersonal. Para algunos autores (Freeman, 2005) incluso de moralidad. Considerando que estas habilidades pueden desarrollarse o no dependiendo de factores ambientales y/o culturales (Prieto y col. 2002).
Como podemos comprobar, definir el concepto de superdotado no es fácil, como lo demuestra la falta de unanimidad de los distintos expertos. Sin embargo, es fundamental conocer qué es la sobredotación y cómo se manifiesta para poder identificar a los mismos y prestar la atención psicopedagógica adecuada que garantice a estos sujetos una adaptación activa a la sociedad a la que pertenecen. 
Llegados a este punto sería importante distinguir entre tres términos que con frecuencia aparecen mezclados: superdotados, talentosos y precoces.
- Los niños de aprendizaje precoz no son superdotados, simplemente su desarrollo cognitivo madura en un tiempo más breve que el considerado normal, aunque no consiguen más ni mejores niveles al final de su desarrollo (12-13 años). Son niños que también presentan NEE ya que dominan anticipadamente conocimientos y destrezas programadas para su curso (Pérez y López, 2007).

- Los niños talentosos son personas que muestran habilidades específicas en áreas de conocimientos muy concretas. Tienen una destacada aptitud y un alto rendimiento en un ámbito concreto (verbal, musical, matemático…). Se considera que su rendimiento en el resto de áreas es normal e incluso deficitario (Granado, 2005).

- Desde la perspectiva del aprendizaje, los alumnos superdotados o con altas capacidades intelectuales se caracterizan por aprender a mayor ritmo, con mayor profundidad. Son personas que transmiten una gran energía vital, y que pueden llevar muchos proyectos a la vez. Poseen un alto grado de motivación y voluntad. Retienen mayor cantidad de información que las personas de edad similar, la estructuran mejor y muestran intereses más amplios.

En general, su estilo de aprendizaje puede caracterizarse de autónomo, centrado en la tarea, crítico, motivado, persistente, con mucho afán de logro y sobre todo creativo. Le gustan los conceptos abstractos, resolver sus propios problemas y tener un pensamiento independiente.
Las características imprescindibles que debemos incluir en el perfil del superdotado son: la amplia memoria de trabajo, el alto nivel de flexibilidad, una gran capacidad de autorregulación y un alto potencial de aprendizaje.
Se recuerda que su capacidad de aprender, no va necesariamente acompañada de un desarrollo físico, social y emocional igualmente precoz. Es decir, son precoces en su madurez intelectual, pero no en su madurez personal, psicológica y afectiva.
A la vista de tales capacidades, se puede llegar a pensar que estos alumnos no tienen necesidades especiales. No obstante, esta apreciación resulta errónea, ya que desde su cualidad de ser niños, adolescentes… al igual que el resto de individuos de su misma edad, y apoyándose en los estudios realizados, poseen necesidades sociales, emocionales y también intelectuales (Pérez, 2006): 
- Socialmente: necesitan sentir que son aceptados y que pertenecen al grupo. Respirar una atmósfera de respeto y comprensión, participar en trabajos y actividades grupales para intercambiar conocimientos… Especialmente, requieren de una orientación en el manejo de las relaciones interpersonales y sociales.

- Emocionalmente (psicológicamente): necesitan tener éxito en un ambiente intelectual dinámico, no aburrido, flexibilidad en su horario y actividades. Más allá de lo puramente académico necesitan, el afecto de sus padres.

- Intelectualmente: necesitan, en ocasiones, de una enseñanza adaptada, individualizada, sobre todo en aquellas áreas en las que superen ampliamente lo previsto para el aprendizaje de su grupo de referencia. Asimismo, de la facilitación del acceso a recursos adicionales, estímulos para ser creativos: variando las actividades, diversificando las dinámicas de trabajo, propiciando un clima de trabajo participativo.

Los niños con altas capacidades, también pueden necesitar una adaptación curricular, que consiste en un enriquecimiento del currículo escolar, ya sea de ampliación de objetivos, contenidos y actividades de niveles superiores o de profundización, sin avanzar objetivos, contenidos y criterios de niveles superiores.

- Programas de enriquecimiento curricular para el alumnado con altas capacidades (PECAI): para estimular y potenciar las capacidades cognitivas, fomentar la creatividad y promover habilidades de investigación e invención.[19][20]

La ley admite la flexibilización curricular, es decir, una aceleración de cursos en el alumno.
El programa de reconocimiento extracurricular es un programa que da oportunidades de aprendizaje, fuera del horario escolar, a los alumnos que han sido identificados como superdotados.

## Prevención e intervención tempranas
Cuando un niño tiene características especiales, deben acudir a un pedagogo. Normalmente se le hacen pruebas de inteligencia de tipo social o cultural. Deben ser prevenidas las posibles consecuencias de los niños de alto riesgo.

### Prevención
La prevención es toda actuación que permite eliminar o disminuir la irrupción de una enfermedad, trastorno o deficiencia.
A principios del siglo XX, Meyer comenzó a preocuparse por la prevención. Se distinguen tres tipos:
- Prevención primaria. Consiste en disminuir la tasa de casos de enfermedad de una población durante un período de tiempo, actuando sobre las circunstancias para impedir que la enfermedad se produzca. Esta prevención se lleva a cabo antes de que los factores hayan actuado y protege a todos los miembros de la comunidad. Los factores sobre los que actúa pueden ser físicos, psíquicos o socioculturales. Un ejemplo sería la inmunización mediante vacunas.

- Prevención secundaria. Tiene como finalidad la reducción de la tasa de trastornos, disminuyendo su prevalencia. Esta prevención actúa cuando ya se ha detectado el trastorno o cuando el factor de riesgo no se puede eliminar. Un ejemplo de programa de estas características son las precauciones sanitarias ante los afectados por el sida con el fin de evitar su contagio.

- Prevención terciaria. Su finalidad es reducir la tasa de trastornos en una comunidad, desarrollando programas de rehabilitación de personas que ya padecen el trastorno. Se dirige a remediar los efectos del trastorno en cada individuo cuando esté está plenamente desarrollado y no se ha recibido intervención temprana.

### Intervención temprana
Intervención temprana, estimulación temprana y estimulación precoz son sinónimas, y hacen referencia todos ellos a la actuación en las primeras etapas del desarrollo infantil. El objetivo de los servicios de intervención temprana es proporcionar apoyo y recursos a niños con discapacidades o algún tipo de retraso del desarrollo con el fin de potenciar al máximo sus capacidades, siempre teniendo en cuenta las decisiones y cultura de la familia.
Para que cualquier plan de intervención temprana tenga éxito deberá cumplir al menos tres requisitos:
- Tras el diagnóstico, la elaboración del plan de servicios se debe dar lo más pronto posible.

- Participación activa y comprometida por parte de la familia, tanto en la planificación como en la ejecución.

- Los fines y objetivos de la intervención debe ser claros y medibles para su evaluación.

## Celebraciones por países
(Por orden alfabético)
- Argentina:

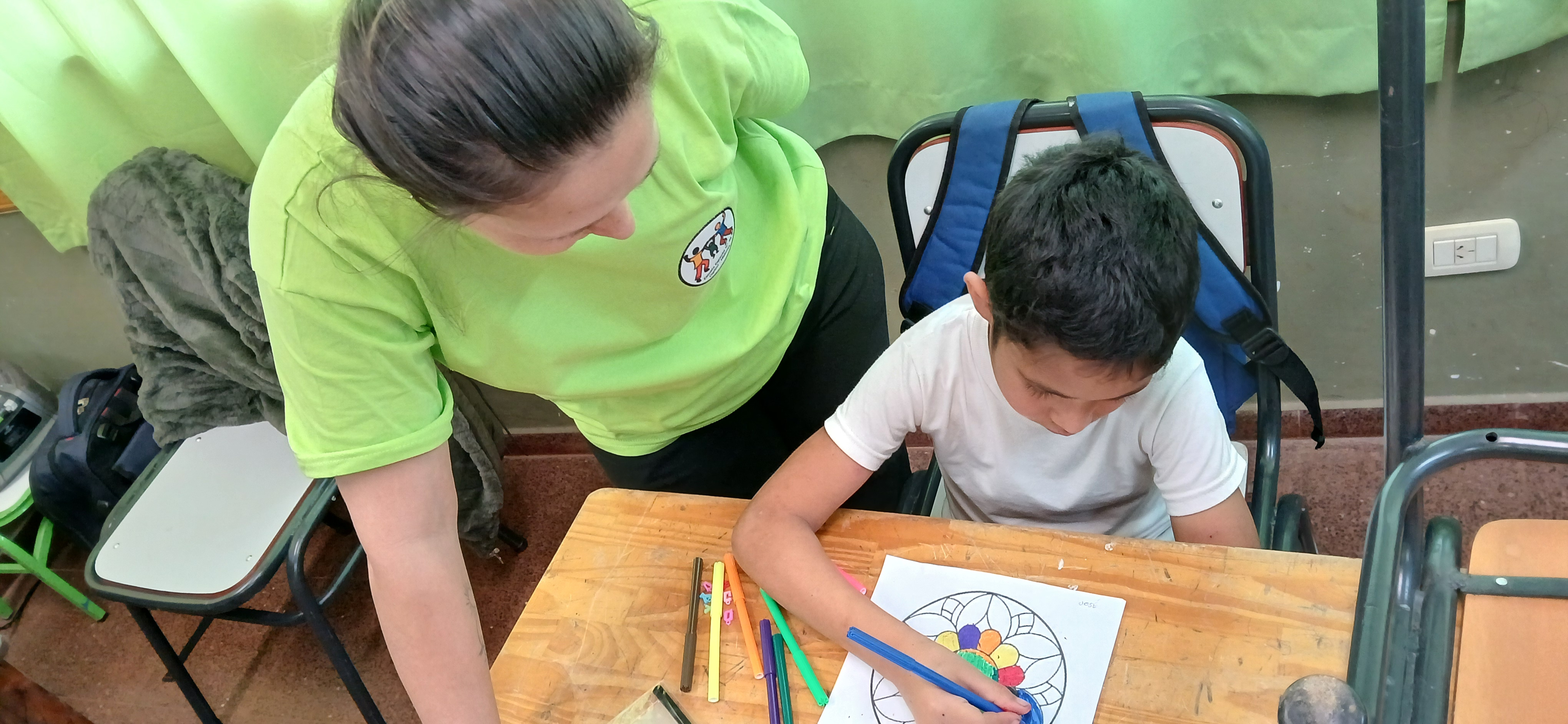
Día Nacional de la Educación Especial en Argentina. Docente y alumna de la Escuela Especial 36 de Capioví, Provincia de Misiones.

  - El 9 de agosto es el Día Nacional de la Educación Especial.[21](imagen ilustrativa).
La elección de la fecha deriva del aniversario de la creación de la Dirección de Educación Especial, que tuvo lugar el 9 de agosto de 1949 (hace 76 años). El artículo 42 de la Ley 26.206 de Educación define a la Educación Especial, como una modalidad del sistema educativo destinada a asegurar el derecho a la educación de las personas con discapacidades, temporales o permanentes, en todos los niveles y modalidades del Sistema Educativo. Se rige por el principio de inclusión educativa, y brinda atención educativa en todas aquellas problemáticas específicas que no puedan ser abordadas por la educación común.